# Пупкі (Ольштинський повіт)
Пупкі (пол. Pupki) — село в Польщі, у гміні Йонково Ольштинського повіту Вармінсько-Мазурського воєводства.
Населення — 153 особи (2011).
У 1975-1998 роках село належало до Ольштинського воєводства.

## Демографія
Демографічна структура станом на 31 березня 2011 року:
|          | Загалом | Допрацездатний вік | Працездатний вік | Постпрацездатний вік |
| -------- | ------- | ------------------ | ---------------- | -------------------- |
| Чоловіки | 75      | 18                 | 54               | 3                    |
| Жінки    | 78      | 21                 | 50               | 7                    |
| Разом    | 153     | 39                 | 104              | 10                   |